# Helt perfekt
Helt perfekt är en svensk komediserie, baserad på den norska serien med samma namn, som hade premiär den 25 februari 2018 på Kanal 5. En andra säsong om 12 avsnitt hade premiär på kanal 5 de 20 januari 2019. Serien handlar om fiktiva versioner av programledaren och skådespelaren Johan Petersson och skådespelerskan Eva Röse, som i serien är ett par. Även de flesta andra som medverkar i serien spelar fiktiva versioner av sig själva.

## Rollista
- Johan Petersson – Johan
- Eva Röse – Eva
- Adam Pålsson – Adam
- Carina Berg – Carina
- Johan Ulveson – Johan
- Erik Johansson – Erik
- Olle Sarri – Olle
- Fredde Granberg – Fredde
- Måns Herngren – kanalchef
- Henrik Kvarnlöt – Finn
- Ann-Sofie Kylin – Lena

## Avsnitt

### Säsong 1[3]
| Avsnitt | Säsongs- avsnitt | Titel            | Originalvisning  |
| --- | ---------------- | ---------------- | ---------------- |
| 1 | 1                | "Dirty talk"     | 25 februari 2018 |
| Johans och Evas sexliv lämnar en hel del att önska, särskilt för Eva vars inviter tycks gå helt förbi Johan. Ulven tycker att Johan ska bli lite mer avspänd och sexig genom att gå en kurs i att prata snusk. Men snuskpratet får oanade konsekvenser.                                                                          |                  |                  |                  |
| 2 | 2                | "Trekant"        | 4 mars 2018      |
| Johan berättar att han alltid har tyckt att Agneta Sjödin är läcker, och Eva instämmer. Fantasier om en trekant börjar så smått att gro. Eva går för långt i sina förförelseplaner och tar till olagliga medel för att få med Agneta in i sängkammaren.                                                                          |                  |                  |                  |
| 3 | 3                | "Gympadojor"     | 11 mars 2018     |
| I jakten på perfektion lägger Johan ännu en gång krokben på sig själv. Han blir besatt av tanken på att hitta ännu coolare skor än de supercoola dojor som pryder Erik Johanssons fötter. Johan är beredd att gå över lik för att få tag i ett par.                                                                              |                  |                  |                  |
| 4 | 4                | "Magsjuka"       | 18 mars 2018     |
| Johan och Eva går på en fashionabel tillställning där Johan hoppas på att kunna smöra till sig i ett exklusivt gym. Eva är magsjuk men mår fint nu, och Johan har klarat sig - tror han. Tills han tar på sig träningskläder och ställer upp i en skojig tävlingsaktivitet i världens tjusigaste pool, inför alla festdeltagare. |                  |                  |                  |
| 5 | 5                | "Praterapi"      | 25 mars 2018     |
| Näääk och Nimo smickrar den fåfänga komikern Johan till den grad att han glömmer bort Eva och krisen är ett faktum. Förhållandet med Eva når den absoluta botten och de beslutar sig för att börja gå i parterapi. |                  |                  |                  |
| 6 | 6                | "Konstkuppen"    | 1 april 2018     |
| Konstnären Peter Apelgren betalar tillbaka en 20 år gammal skuld till Johan i form av en tavla som inte faller Johan i smaken. Johan håller stenhårt fast vid att rätt ska vara rätt - och misstar ett konstverk för en urinoar.                                                                                                 |                  |                  |                  |
| 7 | 7                | "Snål"           | 8 april 2018     |
| Johan bjuder in till den lyxigaste Halloweenfesten i Nacka, bara för att motbevisa ryktet att han är snål. |                  |                  |                  |
| 8 | 8                | "Kärleksweekend" | 15 april 2018    |
| Johans och Evas samliv existerar knappt längre, och risken att Eva ska tröttna är uppenbar. Men Adam vet hur de ska få fart på attraktionen igen. Han tipsar Johan om att boka in en kärleksweekend på hotell och bara ligga, ligga, ligga hela helgen.                                                                          |                  |                  |                  |
| 9 | 9                | "Mansludret"     | 22 april 2018    |
| Eva blir erbjuden en huvudroll i en film av den unge, lovande regissören Oscar Bergman, barnbarn till Ingmar Bergman. Men Johan känner till regissörens tidigare verk och är skeptisk. Adam peppar Johan att bli gigolo till en rik, äldre dam.                                                                                  |                  |                  |                  |
| 10 | 10               | "Happy ending"   | 29 april 2018    |
| Johan försöker slingra sig ur att fronta en kampanj mot prostitution och hans tånagelfobi får enorma konsekvenser för hemfriden. |                  |                  |                  |